# Житніков Кирило Вячеславович
Кири́ло В'ячесла́вович Жи́тніков (1995—2024) — підполковник збройних сил України, учасник російсько-української війни.

## Життєпис
Народився 1987 року. У 2017 році закінчив Харківський національний університет повітряних сил України імені Івана Кожедуба. Проходив службу — 302-й зенітний ракетний полк.
Брав участь у бойових діях на сході України.
Загинув 16 травня 2024 році внаслідок ворожого російського обстрілу, разом з ним загинула і дружина Таміла Мізяк.
Залишився сиротою 6-річний син (2018 р.н.).

## Нагороди
- Орден Богдана Хмельницького III ступеня[2].